# 萩野末吉
萩野末吉（1860年10月14日（萬延元年9月1日(舊曆)） - 1940年2月13日）為大日本帝國陸軍軍人。最終階級為陸軍中將。以情報將校之始祖知名。

## 經歷
岡山藩士、萩野閑吾的二男。歷經陸軍教導團，1881年12月 陸軍士官學校（舊制第4期）畢業，以少尉軍官任用。
1885年出任海参崴駐在武官，進行從西伯利亞到蒙古一帶的偵察任務。
1904年2月日俄戰爭時，擔任第1軍参謀隨軍出征 。翌年6月，進級大佐調為歩兵第12連隊長。以後，歷任俄羅斯大使館武官、歩兵第29旅團長、台灣第2守備隊司令官等職。1914年3月進級陸軍中將並編入預備役。因西伯利亞出兵一事被徵召，從1919年1月至1922年11月擔任浦塩派遣軍司令部人員。

## 外部連結
- 日俄戰爭戰鬥序列